# 格拉茨音乐与表演艺术大学

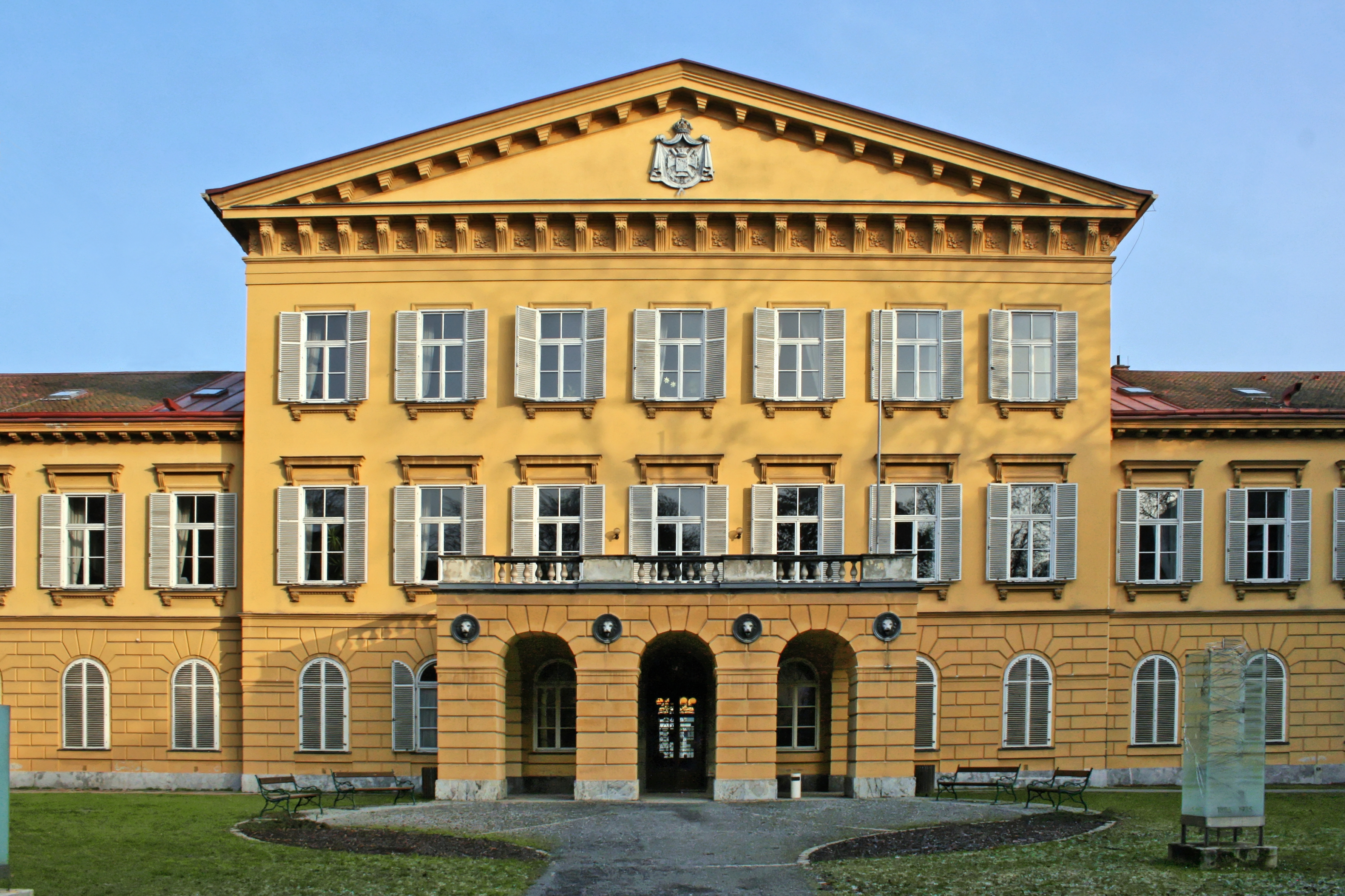
格拉茨音乐与表演艺术大学

格拉茨音乐与表演艺术大学（德語：Universität für Musik und darstellende Kunst Graz，KUG) 是一所位于奥地利格拉茨的艺术类高校。学校的前身是成立于1816年的歌唱学校，现名称自1970年启用。

## 院系设置
大学共有17个学院：
- 1：作曲，音乐理论，音乐史，指挥
- 2：钢琴
- 3：弦乐器
- 4：管乐器和打击乐器
- 5：音乐教学法
- 6：教堂音乐和管风琴
- 7：声乐
- 8：爵士
- 9：戏剧
- 10：歌剧
- 11：舞台设计
- 12：上许岑校区
- 13：民族音乐学
- 14：音乐美学
- 15：早期音乐和演奏
- 16：爵士研究
- 17：电子音乐和声学

## 名誉教授
- 弗朗克·马丁（1966）[3]
- 柯达伊·佐尔坦（1966）
- 达律斯·米约（1968）
- 阿尔弗雷德·布伦德尔（1981）
- 安德烈斯·塞戈维亚（1985）
- 昆杜拉·雅诺维茨（1986）
- 克里丝塔·路德维希（1988）
- 利盖蒂·捷尔吉（1989）
- 阿特·法默（英语：Art Farmer）（1998）
- 汉斯·维尔纳·亨策（1999）

## 名誉博士
- 菲尔·柯林斯（2019）[4]

## 知名校友
- 米尔加·格拉日尼特-蒂拉
- 法比奧·路易斯（英语：Fabio Luisi）
- 玛丽·克拉亚